# Orange County Blue Star
El Orange County Blue Star es un club de fútbol de Estados Unidos de la ciudad de Irvine en el estado de California. Fue fundado en 1997 y juega en la USL Premier Development League, la cuarta división más importancia del Sistema de ligas de fútbol de los Estados Unidos.

## Uniforme
- Uniforme titular: Camiseta negra, pantalón negro, medias negras.
- Uniforme alternativo: Camiseta blanca, pantalón blanco, medias blancas.

## Entrenadores
- Erik Kirsc (2001)
- Tom Poltl (2002-2004)
- Nick Theslof (2005-2006)
- Jon Spencer (2007-presente)